# Veselí (Odry)
Veselí (německy Wessiedel) je vesnice, část města Odry v okrese Nový Jičín. Nachází se asi 3 km na jihozápad od Oder. V roce 2009 zde bylo evidováno 62 adres. V roce 2001 zde trvale žilo 147 obyvatel.
Veselí leží v katastrálním území Veselí u Oder o rozloze 8,02 km2.
Nejvyšším bodem obce je Veselský kopec s nadmořskou výškou 557 m.
Na katastru obce se nachází Veselská rozhledna a Vysílač Veselský kopec.

## Galerie

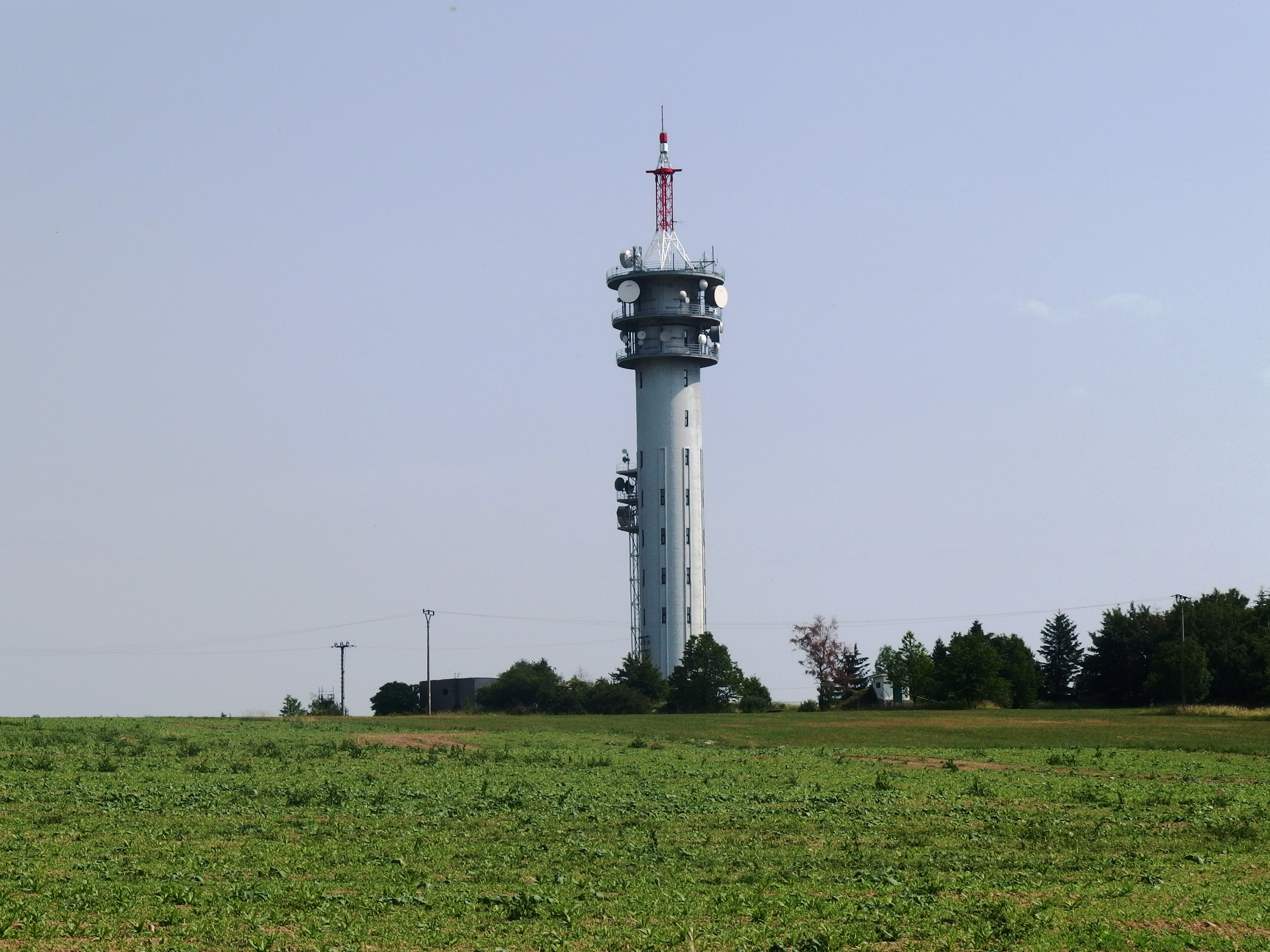
Vysílač Veselský kopec
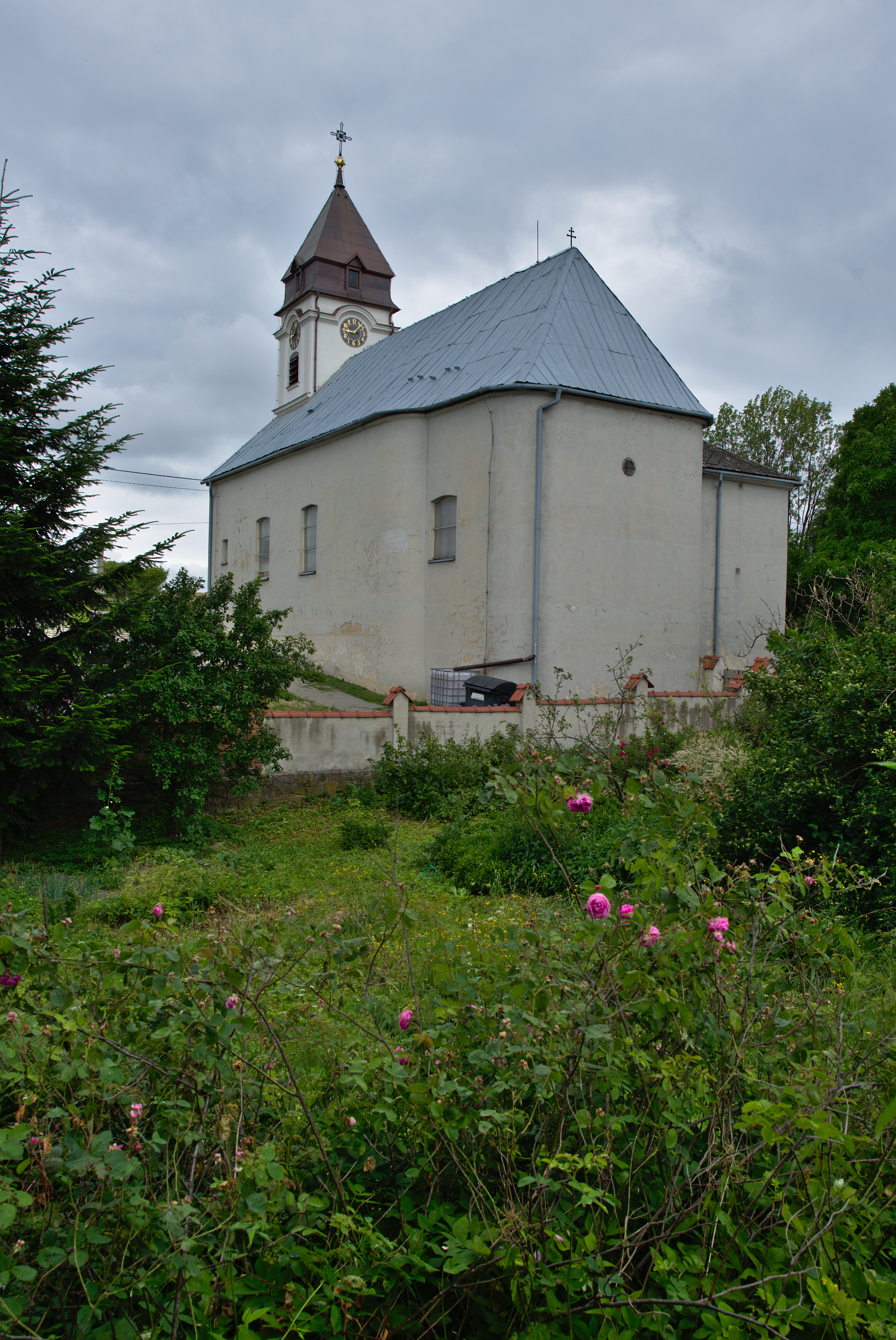
Kostel Nejsvětější Trojice
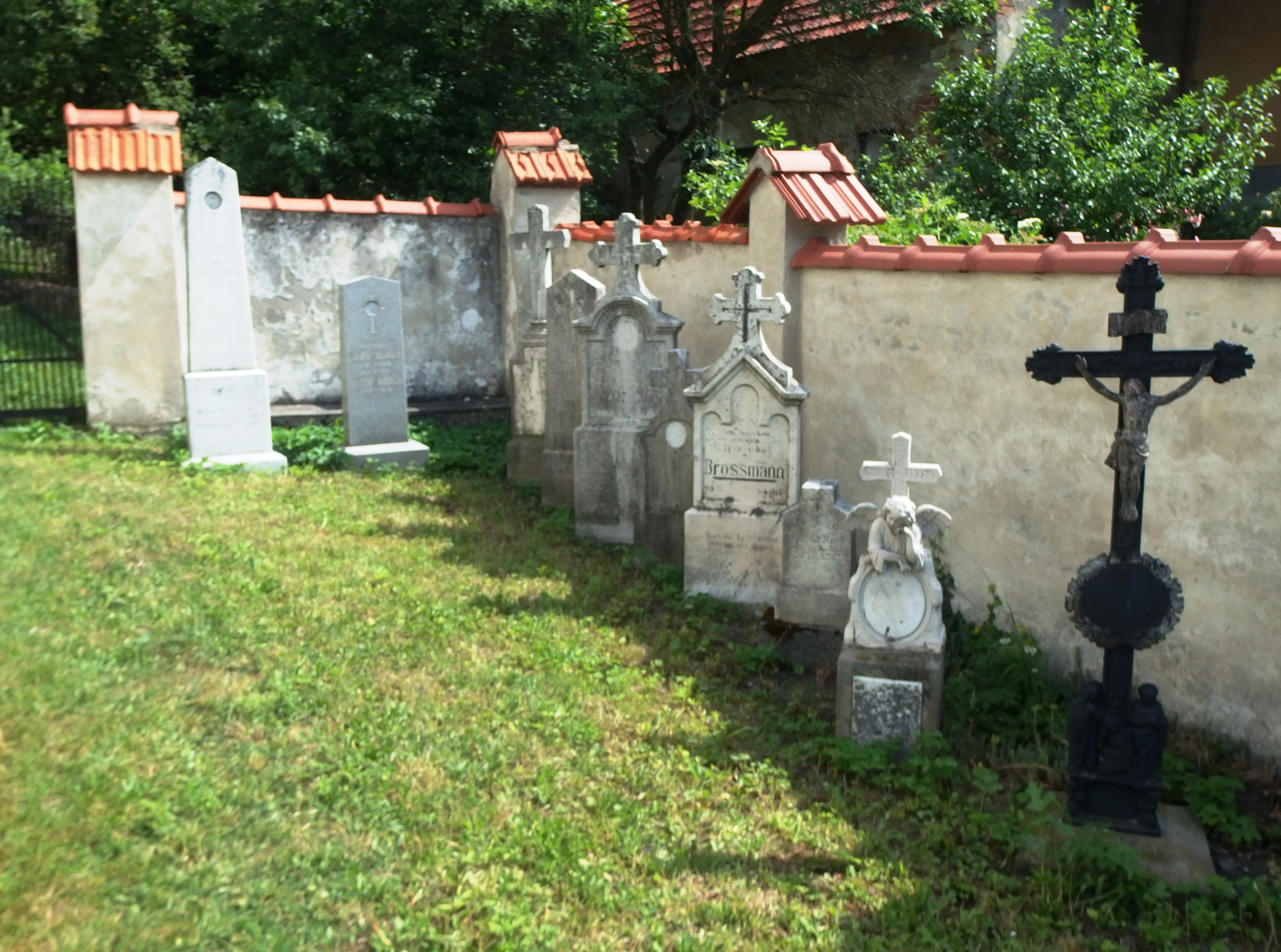
Náhrobky za kostelem
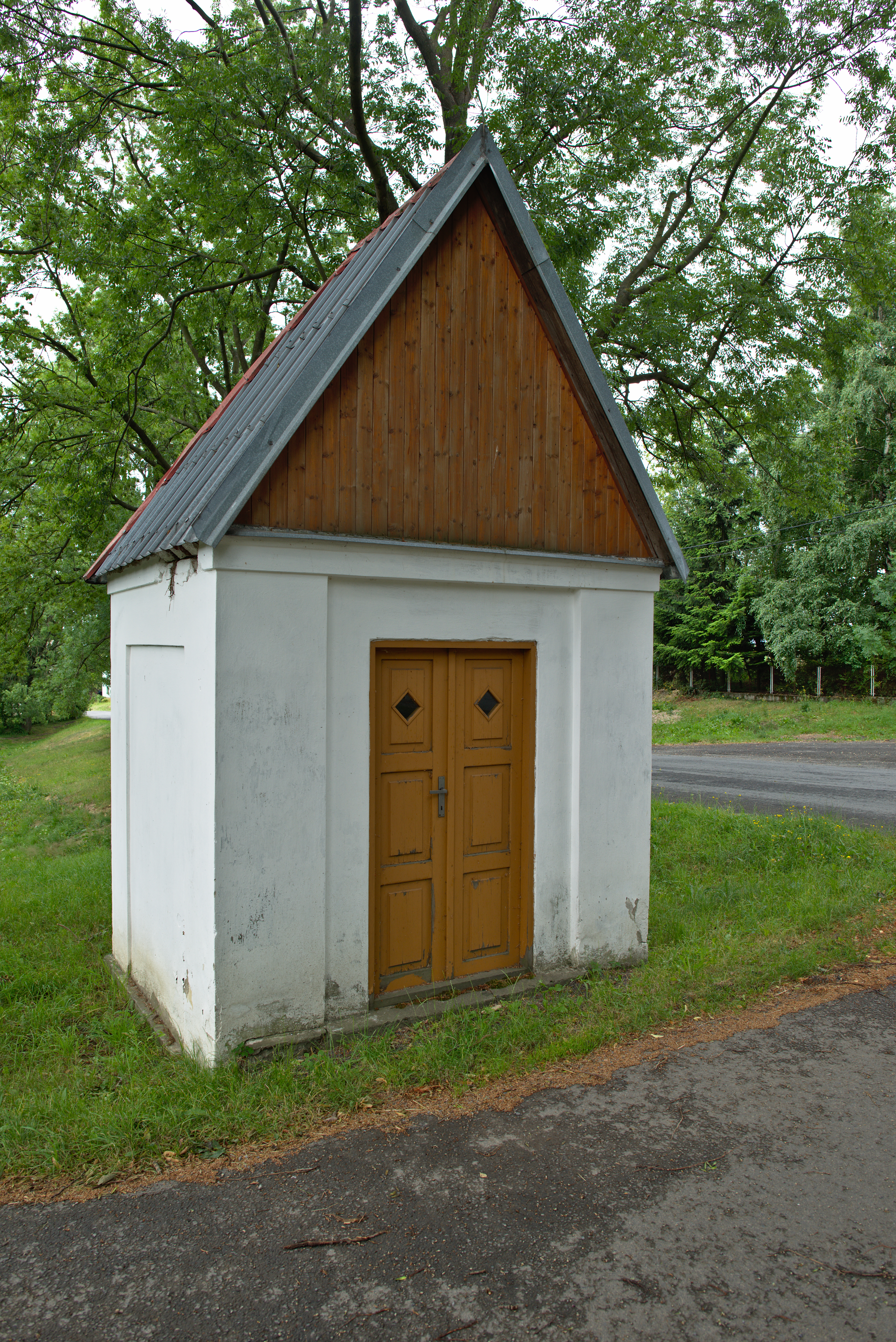
Kaplička